# Bernhard Rothenstein
Bernhard F. Rothenstein (4 ianuarie 1924 Timișoara- 31 martie 2009 Timișoara) a fost un inginer și fizician român, de origine evreu, profesor de fizică teoretică la Institutul Politehnic din Timisoara.

## Biografie
S-a născut la Timișoara din părinți evrei moldoveni :Jean Rothenstein, născut la Fălticeni, și Liza născută Walder, din Galați.
A studiat la Liceul C.D. Loga din orașul natal, de unde a fost exclus în urma legilor rasiale în anul 1940, apoi la Liceul Israelit din localitate, unde a fost, între altele elevul matematicienei Maria Neumann.  A lucrat în acea perioadă și la un lagăr de muncă forțată. 
Pasionat de științe, dar și de literatură, muzică și alte domenii culturale, a fost foarte activ în cercul cultural al liceului, iar acasă, a organizat concerte, la care au participat, între altele, Ștefan Romașcanu, Nuni Russo și Gheorghe Kurtag.
În tinerețe a devenit membru al Partidului Comunist în ilegalitate. După căderea regimului antonescian, a făcut studii universitare la Politehnica din Timișoara. Ulterior a predat  fizica la Facultatea de Agronomie și la Institutul Politehnic, obținând cu timpul, postul de profesor. S-a preocupat mai ales de fizica corpului solid și de magnetism, domeniu în care și-a scris teza de doctorat, precum și numeroase articole în jurnale de fizică din România și din lume. Lipsa de mijloace materiale de la Institutul Politehnic în diverse perioade ale regimului comunist i-a pretins o mare ingeniozitate în planificarea și executarea experiențelor. A fost ajutat de colaboratori, studenți și foști studenți, care au fost co-autori la publicațiile sale. În a doua parte a carierei sale științifice, a fost pasionat de teoria relativității speciale și de legile universale ale fizicii. A continuat să publice până la sfârșitul vieții, inclusiv în reviste însemnate , ca de exemplu în „European Journal of Physics”, „American Journal of Physics”, „Apeiron”„” „Science Education Review”,„The Physics Teacher” etc. S-a distins ca un talentat pedagog.
A fost căsătorit cu medicul pediatru Eva Benedek Rothenstein, pe care a cunoscut-o din studenție.

## Cărți
- (cu Aldo de Sabata) Teoria relativității speciale, Eurobit, 1998
- (cu Coleta de Sabata, și Cristian Marcu)  Fizica corpului solid. Îndrumător de lucrări practice. Litografia Institutului Politehnic,  Timișoara 1981
- (cu Coleta de Sabata, Marius Voineasa, A. Munteanu) Bazele fizice ale conversiei energiei solare, Facla, Timișoara, 1982
- Alexandru Cișman, B.F. Rothenstein, Anton Policec -Fenomene fizice în metale fenomagnetice solicitate

Editura Academiei Republicii Socialiste România, București, 1968
- Teoria relativității speciale... intuitiv Facla, Timișoara, 1976

## Articole
- 31 articole publicate în The General Science Journal